# Recibimiento
Recibimiento är en ort i Mexiko.   Den ligger i kommunen Santa María Peñoles och delstaten Oaxaca, i den sydöstra delen av landet, 300 km sydost om huvudstaden Mexico City. Recibimiento ligger 2 465 meter över havet och antalet invånare är 288.
Terrängen runt Recibimiento är lite bergig. Runt Recibimiento är det ganska tätbefolkat, med 230 invånare per kvadratkilometer. Närmaste större samhälle är San Jacinto Amilpas, 19,6 km öster om Recibimiento. Trakten runt Recibimiento består i huvudsak av gräsmarker.